# Tooleybuc
Tooleybuc – miasto w Australii, w stanie Nowa Południowa Walia.